# Formtal (skogsbruk)

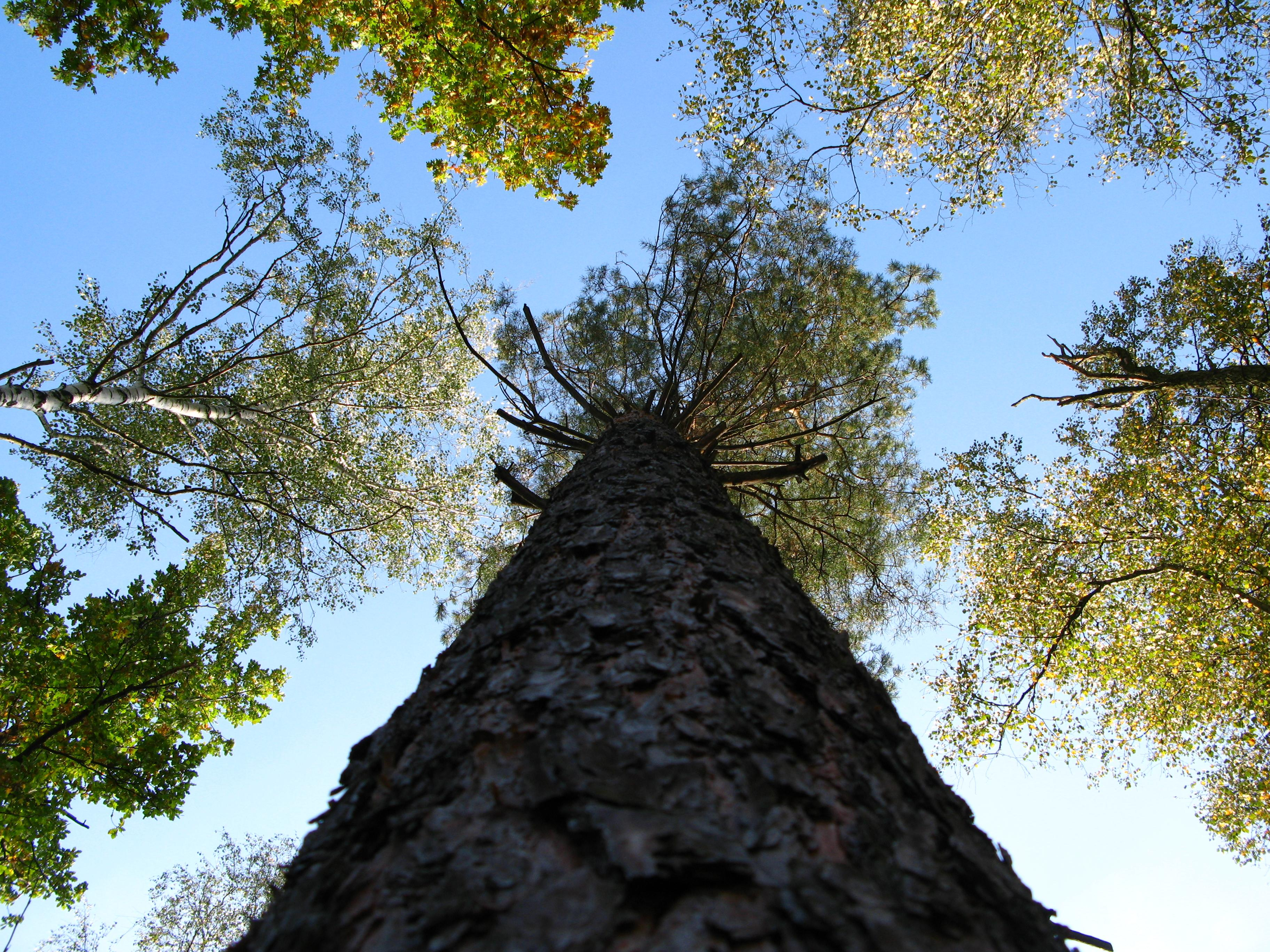
Stammen på en tall i grodperspektiv.

Formtal är inom skogsbruk ett tal som beskriver hur pass "konisk" en trädstam eller stamdel är. Formtalet beräknas som kvoten av verklig volym och volymen av en tänkt cylinder med samma längd som stammen eller stamdelen och med en basyta som är lika med cirkelytan vid ett visst mätställe. Detta mätställes läge på stammen bestämmer vilket slags formtal det är fråga om:
- Basformtal eller  absolut formtal: tal som multiplicerat med produkten av en stams/stamdels längd och grundyta i grovändan (basgrundytan) ger volymen för stammen/stamdelen.
- Brösthöjdsformtal: tal som mutiplicerat med ett träds brösthöjdsgrundyta och höjd ger volymen.
- Mittformtal
- Toppformtal